# Розлуч
Ро́злуч — село в Україні, Турківської міської громади в Самбірському районі Львівської області. Населення становить 1268 осіб (у 1921 р. — 1251 особа). Орган місцевого самоврядування — Турківська міська рада.

## Географія
Розташоване при трасі Н 13 Львів-Самбір-Турка-Ужгород.
Відстань до райцентру Турка — 15 км. У селі є залізнична станція на лінії Самбір — Турка. 
На південний схід від села розташована гора Розлуч (932 м), неподалік від якої бере початок річка Дністер. Біля північної околиці села розташований заказник «Розлуч». Через село тече річка Ясениця (притока Дністра).

## Історія
Село відоме з 1511 р. і колись називалось Борисова Воля. У документах XVI століття його називали ще інакше — Ровень (від назви тутешньої річки) або Розлуч (за назвою гори). Відтак у XVIII столітті назва Борисова Воля зовсім зникає.
У 1730 році селяни поскаржились до Самбірського комісарського суду на посесора, який захопив людське поле. Проте суд зайняв позицію пана. 
З невеликим загоном опришків у Розлучі 1744 року побував Олекса Довбуш. Тож на його честь названо джерело в урочищі Бринівки — Довбушева Криниця. 
У 1905 р. через село проклали залізничну колію, яка з'єднувала Львів з Ужгородом. 
До Другої світової війни завдяки своєму розташуванню і кільком мінеральним джерелам село славилось як курорт. На північній околиці на схилі пагорба був влаштований досить великий трамплін для занять гірськолижним спортом. 
У радянсько-німецькій війні на боці СРСР брали участь 135 селян, з них 37 загинули. Їм присвячено пам'ятний обеліск, встановлений у Розлучі 1967 року. 
Одразу після війни у межах примусової колективізації селян зігнано до тутешнього новоствореного відділення яворського радгоспу «Комсомолець». У радянські часи вся курортна інфраструктура занепала, і лише недавніми роками Розлуч почав відновлювати колишню славу відпочинкової місцини.
В селі проводила свої дитячі роки письменниця-емігрантка  Софія Парфанович-Волчук.Софія Парфанович(1898-1968) народилась у Львові,але  село Розлуч,де її батько,залізничний урядник, побудував літню хату,стало джерелом натхнення письменниці.Село їі його мешканці-бойки- описані в книгах Парфанович "Загоріла полонина.Бойківські оповідання"(1948 рік),"Під кичерою над потоком" та в інших.З 1944 року письменниця в еміграції.Померла в США. Поряд з Миколою Устияновичем,Іваном Франком,Юрієм Кмітем  Софія Парфанович належить до найкращих  письменників,що зображали в своїх творах Бойківщину.

### Мова
Розподіл населення за рідною мовою за даними перепису 2001 року:
| Мова            | Кількість | Відсоток |
| --------------- | --------- | -------- |
| українська      | 1266      | 99.84%   |
| російська       | 1         | 0.08%    |
| інші/не вказали | 1         | 0.08%    |
| Усього          | 1268      | 100%     |

## Церкви
Дерев'яну церкву Різдва Пресвятої Богородиці спорудив у 1876 році майстер Гаврило Роман з села Багнуватого. Будівлю відновлювали 1923 року. Церква складається з трьох квадратних об'ємів. Вівтарем спрямована на схід. Увінчують храм основні зруби пірамідальні наметові верхи з п'ятьма заломами над навою і чотирма над вівтарем і бабинцем. Стіни вкриті вагонкою. Храм належить до ПЦУ.

## Пам'ятки
Дерев'яна каплиця німецьких колоністів 1901–1902 р. Будівля покинута, проте реставрована.

## Господарство
У радянські часи в селі діяло відділення радгоспу, у власності якого було 787 га сільгоспугідь, з них 385 га орної землі та 209 га пасовищ. Окрім того, у селі було власне лісництво.
Тут функціонує декілька будинків відпочинку, є два колишні піонерські табори, дві туристичні бази. Активно розвивається зелений туризм, є гірськолижний підйомник.
У селі є мінеральні джерела, зокрема типу «Нафтуся». Див. також: Джерело мінеральної води (Розлуч, №1), Джерело мінеральної води (Розлуч, №2), Джерело мінеральної води у Розлучі (содове).

## Інфраструктура
Школа, інтернат на 80 осіб, бібліотека (6600 книг), два ФАПи, поштове відділення.
У населеному пункті розвинена туристична інфраструктура. Вона презентована готелем «Собінь», відпочинковий комплекс «Карпатський замок», туристичний комплекс «Карпати», на межі з селом Ясениця-Замкова туристична база «Бойківчанка», котедж «Карпатський».
Окрім того, для відпочинку у селі призначена пасіка «Медова».

## Дивіться
- Розлуч (курорт)

## Фотографії

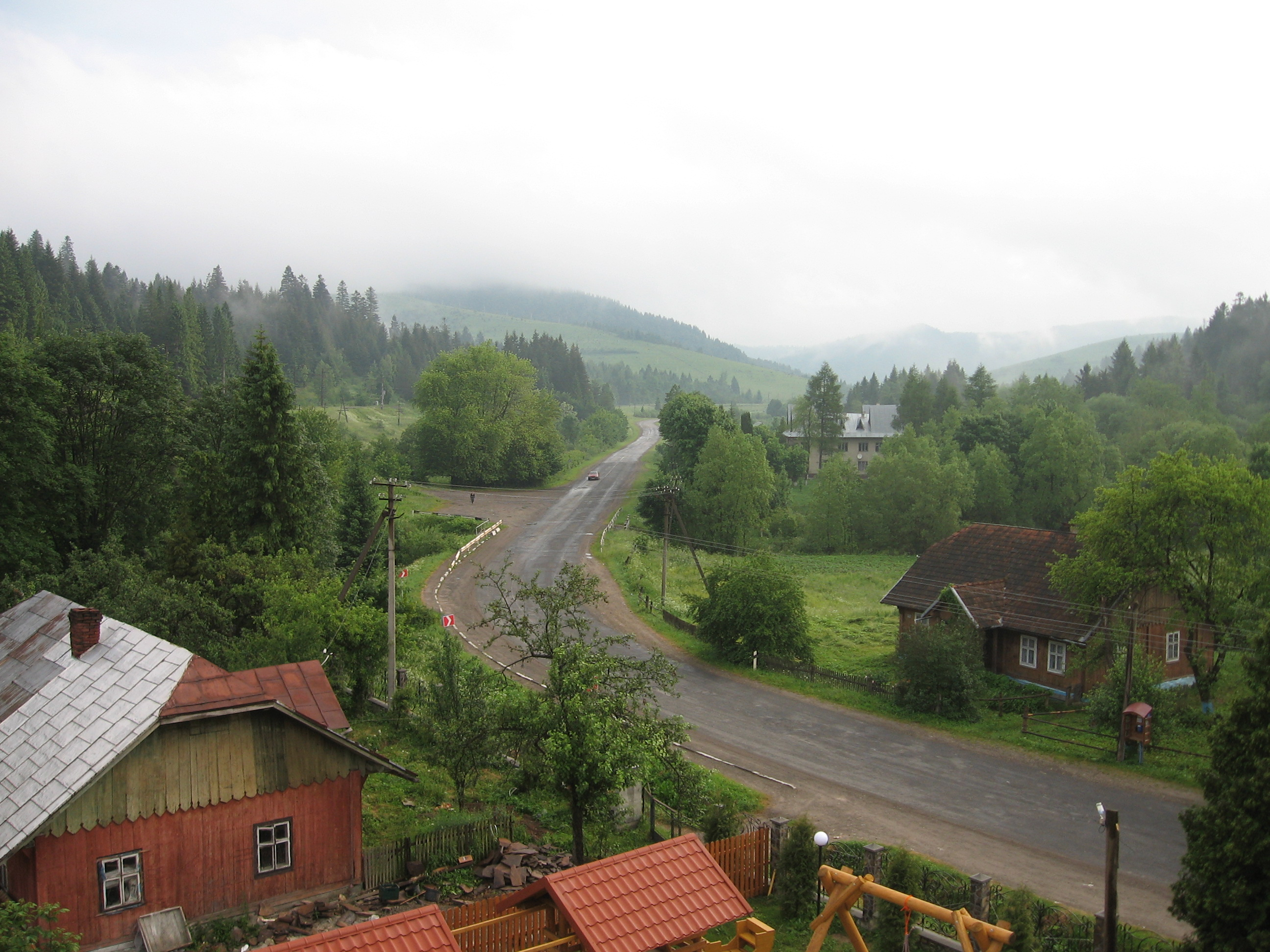
Північна околиця села (дорога на Самбір та Львів)
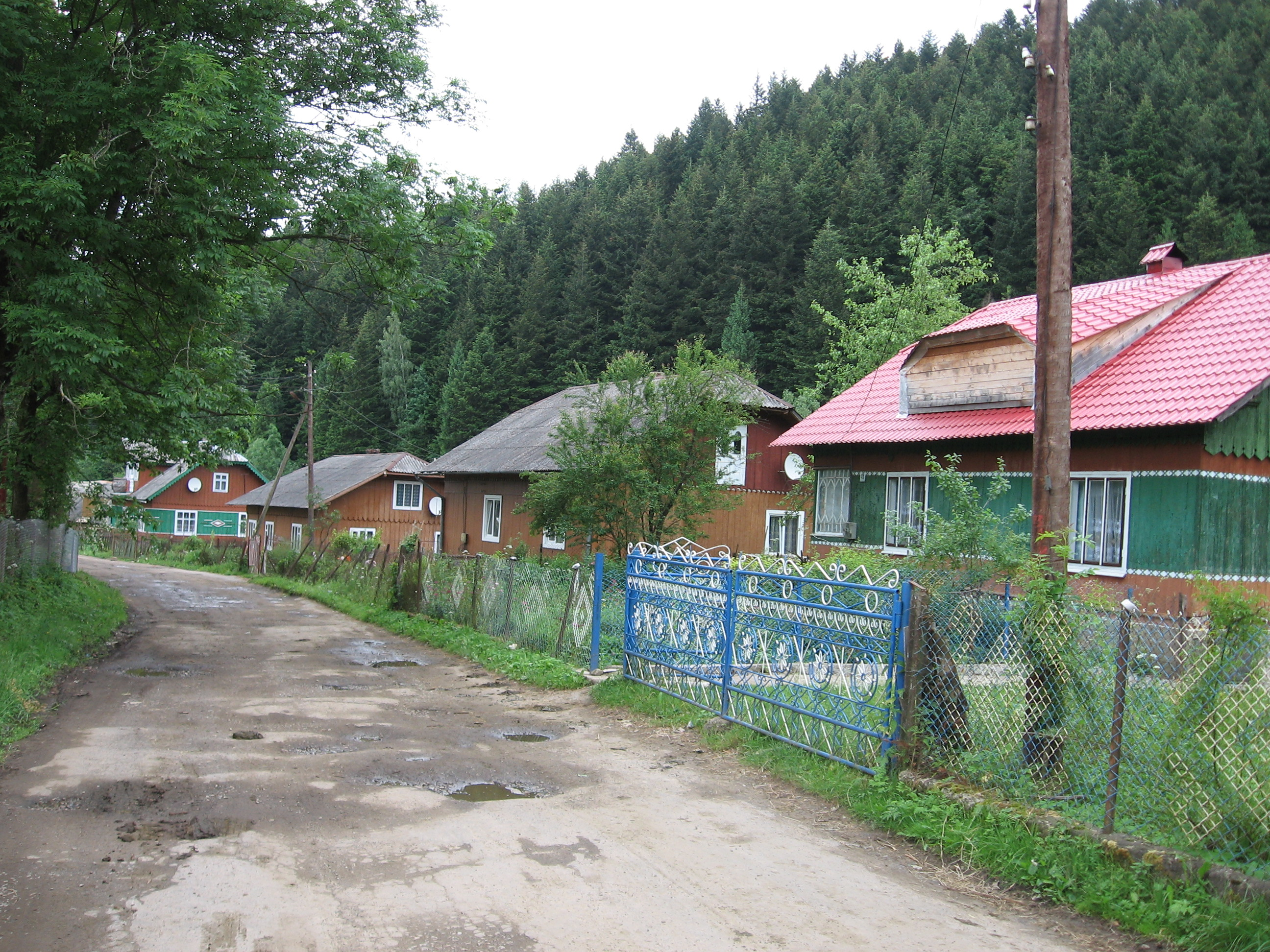
Одна з вуличок Розлуча
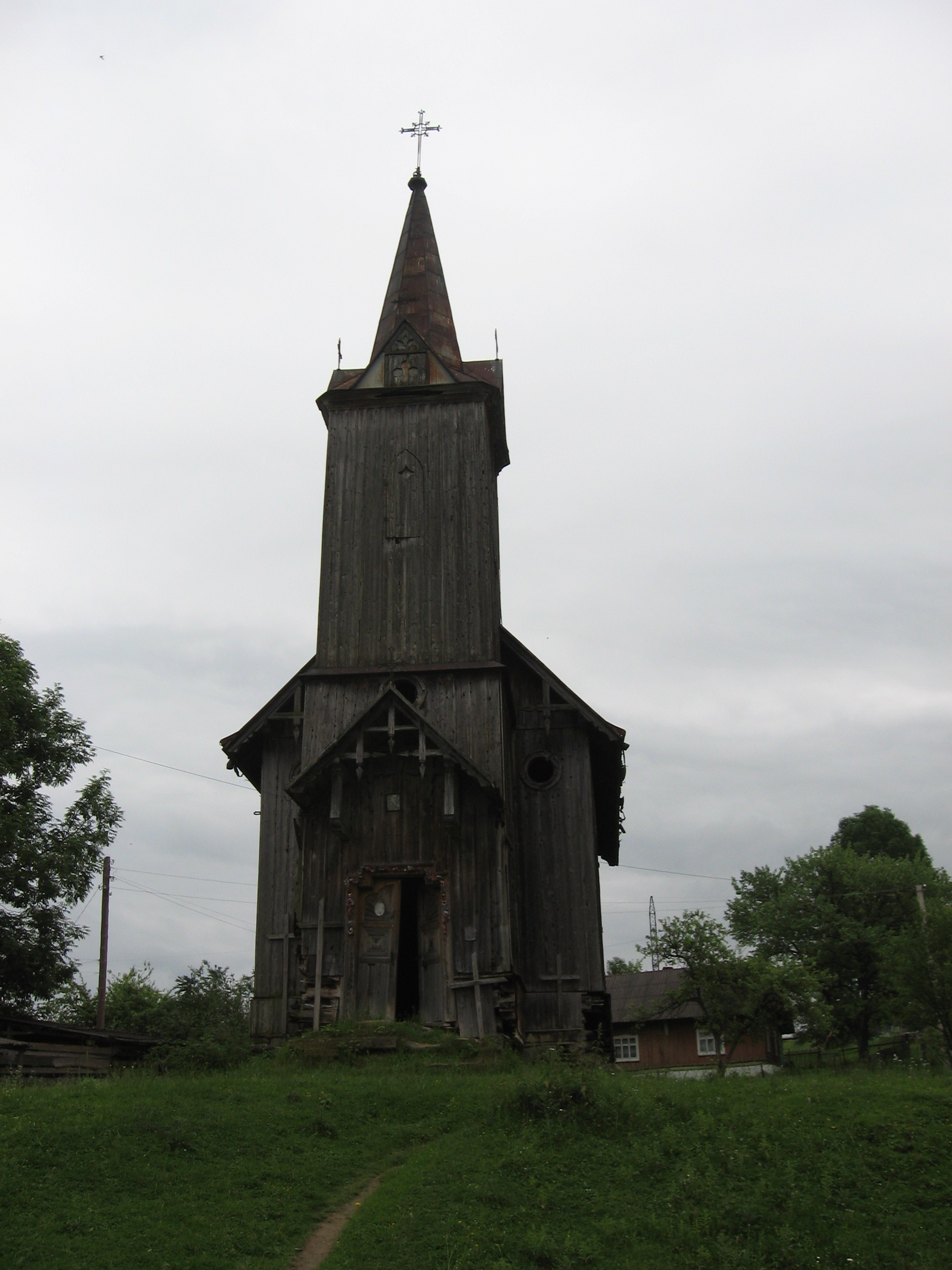
Костел св. Франциска Борджія
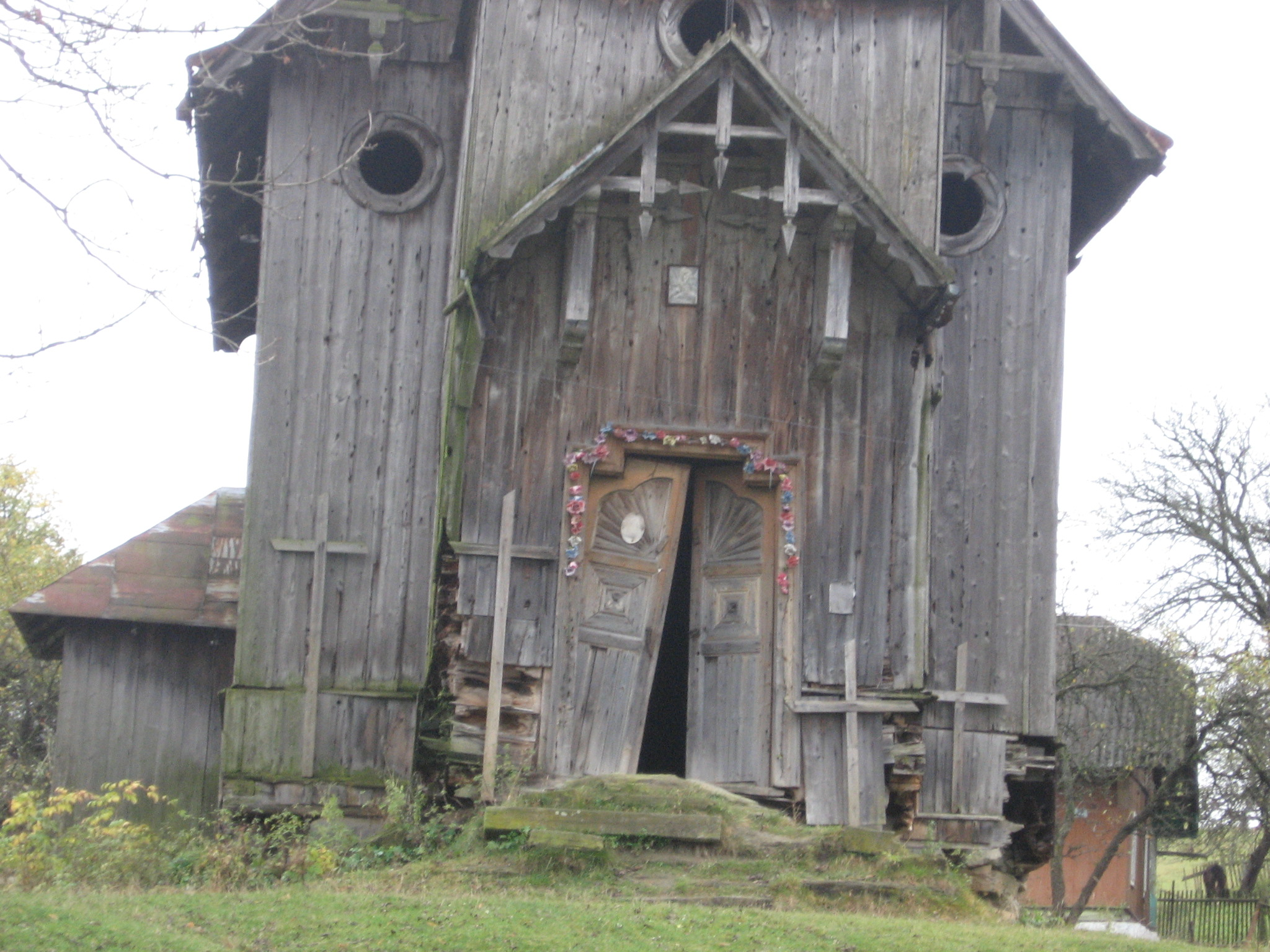
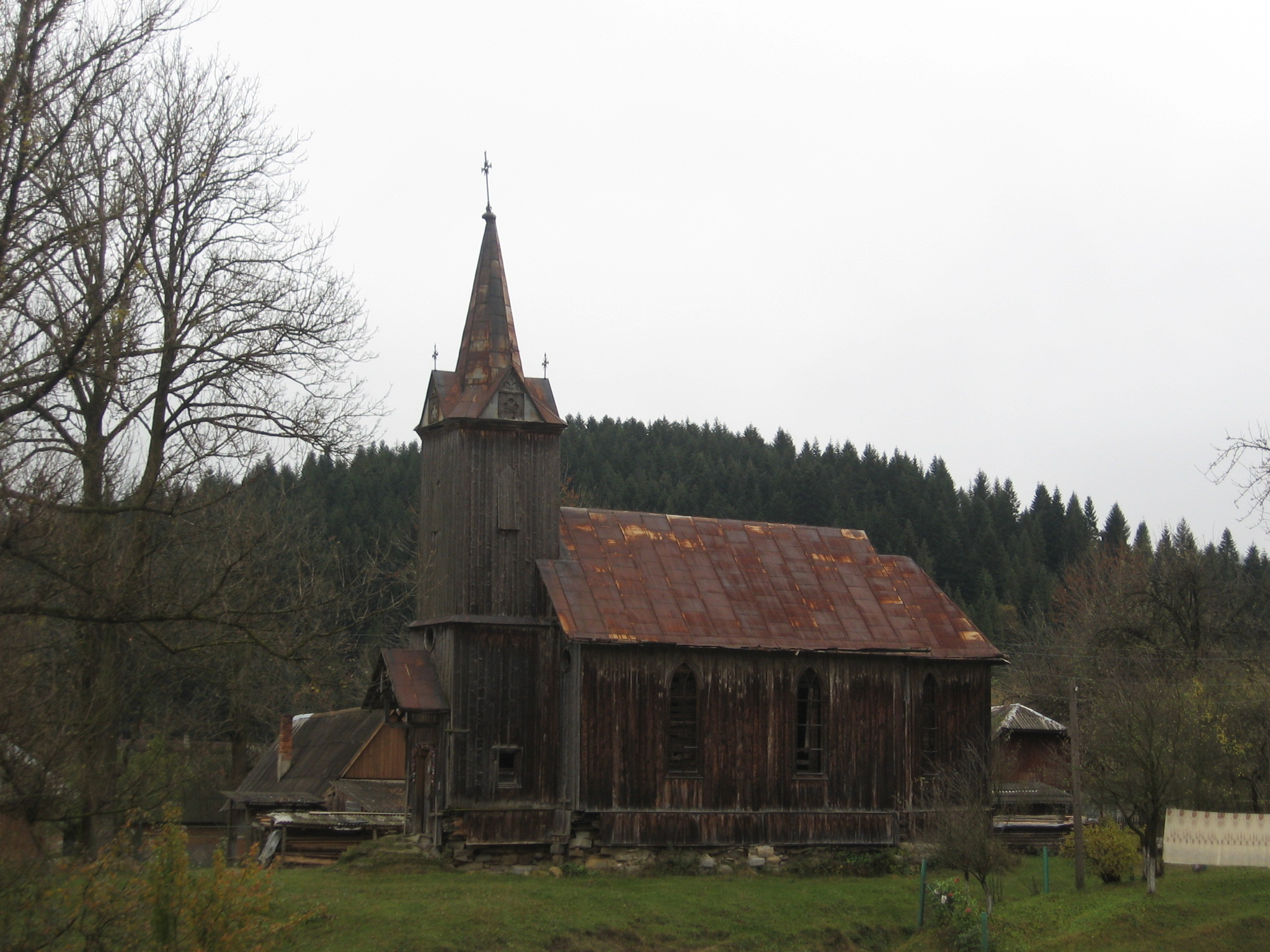